# Episodi di Phil dal futuro (prima stagione)
La prima stagione della serie televisiva Phil dal futuro è stata trasmessa in prima visione su Disney Channel dal 18 giugno 2004 al 27 maggio 2005. In Italia il telefilm è stato mandato in onda in esclusiva da Disney Channel Italia dal 18 ottobre 2004 e, in seguito, in prima TV in chiaro su Italia 1 dal 2 gennaio al 2 marzo 2007. Italia 1 ha seguito, diversamente da Disney Channel Italia, l'ordine di produzione degli episodi e non di trasmissione come è avvenuto su Disney Channel all'estero, dove le serie non vengono trasmesse in ordine cronologico rispetto alla storia. 
| nº | Codice di prod. | Titolo originale        | Titolo italiano                    | Prima TV USA     | Prima TV Italia |
| -- | --------------- | ----------------------- | ---------------------------------- | ---------------- | --------------- |
| 1  | 111             | Your Cheatin' Heart     | Cuore spezzato                     | 18 giugno 2004   |                 |
| 2  | 110             | Unification Day         | Il giorno dell'unificazione        | 18 giugno 2004   |                 |
| 3  | 105             | Meet the Curtis         | Un cavernicolo di nome Curtis      | 18 giugno 2004   |                 |
| 4  | 113             | Phillin' In             | Il superbruciatore                 | 18 giugno 2004   |                 |
| 5  | 118             | Tanner                  | Lezioni di scrittura               | 25 giugno 2004   |                 |
| 6  | 120             | Raging Bull             | Feste con...toro                   | 2 luglio 2004    |                 |
| 7  | 115             | My Way                  | A modo mio                         | 9 luglio 2004    |                 |
| 8  | 114             | Daddy Dearest           | Carissimo papà                     | 23 luglio 2004   |                 |
| 9  | 106             | Pheronomonally Yours    | Regole di corteggiamento           | 6 agosto 2004    |                 |
| 10 | 101             | Future Tutor            | Ripetizioni dal futuro             | 13 agosto 2004   |                 |
| 11 | 102             | Future Jock             | Ginnasta per amore                 | 13 agosto 2004   |                 |
| 12 | 104             | You Say Toe-Mato        | Pomodoro con...dito                | 13 agosto 2004   |                 |
| 13 | 117             | Doggie Daycare          | Attenti al cane                    | 27 agosto 2004   |                 |
| 14 | 108             | We'll Fix It in Editing | Ciak, si gira                      | 1º ottobre 2004  |                 |
| 15 | 119             | Halloween               | Halloween                          | 8 ottobre 2004   |                 |
| 16 | 112             | Age Before Beauty       | Là fuori c'è qualcuno anche per te | 12 novembre 2004 |                 |
| 17 | 121             | Neander-Phil            | Neander-Phil                       | 10 dicembre 2004 |                 |
| 18 | 109             | Double Trouble          | Doppio guaio                       | 1º gennaio 2005  |                 |
| 19 | 107             | Milkin' It              | Il motore a latte                  | 25 marzo 2005    |                 |
| 20 | 103             | Corner Pocket           | Buca d'angolo                      | 8 aprile 2005    |                 |
| 21 | 116             | Team Diffy              | Una scelta difficile               | 28 ottobre 2005  |                 |

## Cuore spezzato
- Titolo originale: Your Cheatin' Heart
- Diretto da: David Kendall
- Scritto da: Douglas Tuber e Tim Maile

### Trama
Keely si fidanza con Turner, ma Phil scopre che è un doppiogiochista perché è già fidanzato con una certa Darcy.

## Il giorno dell'unificazione
- Titolo originale: Unification Day
- Diretto da: Tim O'Donnell
- Scritto da: Dan Fybel e Rich Rinaldi

### Trama
La famiglia Diffy decide di festeggiare il "giorno dell'unificazione", ma Phil è stato invitato ad una festa di ragazzi più grandi la stessa sera.

## Un cavernicolo di nome Curtis
- Titolo originale: Meet the Curtis
- Diretto da: Neal Israel
- Scritto da: Dan Fybel e Rich Rinaldi

### Trama
I Diffy trovano un cavernicolo nascosto in casa: si tratta di Curtis, che li ha seguiti dal loro viaggio nella preistoria.
Quando Curtis aggredisce il signor Hackett, Lloyd decide di abbandonarlo in un posto lontano dalla civiltà.
Pim viene invitata al compleanno di Debbie, ma le sue amiche sono talmente noiose che cerca in tutti i modi di scappare.
- Guest star: J. P. Manoux (Curtis/signor Hackett), Kay Panabaker (Debbie Berwick)
- Altri interpreti: Nadia Louis (Judy), Curt Doussett (ingegnere), Linda Porter (nonna Berwick)

## Il superbruciatore
- Titolo originale: Phillin' In
- Diretto da: David Kendall
- Scritto da: Ellen Guylas

### Trama
Phil vuole che suo padre gli dia il "superbruciatore", ovvero un potenziamento del suo skyack.
Per ottenerlo dovrà riuscire a fare il babysitter a Pim per il fine settimana.

## Lezioni di scrittura
- Titolo originale: Tanner
- Diretto da: Tim O'Donnell
- Scritto da: Rachelle Romberg

### Trama
Phil deve ritornare in seconda elementare perché non sa scrivere (nel futuro si scrive solo al computer).
Lì conosce Crash, un ragazzino che adora fargli degli scherzi.

## Feste con...toro
- Titolo originale: Raging Bull
- Diretto da: Tim O'Donnell
- Scritto da: Douglas Tuber e Tim Maile

### Trama
La scuola organizza un ballo e Phil vuole andarci con Keely, ma viene preso in giro dai maschi perché frequenta solo lei.
Così i due ragazzi vanno al ballo con le compagnie del loro sesso.

## A modo mio
- Titolo originale: My Way
- Diretto da: Savage Steve Holland
- Scritto da: Tim Maile (storia) e Rachelle Romberg (sceneggiatura)

### Trama
Keely partecipa al festival musicale della scuola, ma ha due problemi: la sua rivale, Tara, è molto forte, inoltre Keely soffre il "panico da palcoscenico".

## Carissimo papà
- Titolo originale: Daddy Dearest
- Diretto da: Tim O'Donnell
- Scritto da: Adam I. Lapidus

### Trama
Lloyd viene invitato dall'insegnante di musica di Phil a suonare dei pezzi folk davanti a tutta la scuola.
Per evitare l'imbarazzo, Phil e Pim clonano loro padre e insegnano alla copia ad essere più tosto.

## Regole di corteggiamento
- Titolo originale: Pheromonally Yours
- Diretto da: Tim O'Donnell
- Scritto da: Danny Kallis

### Trama
A scuola Phil aiuta Marla, una ragazza piuttosto goffa, a raccogliere un libro che le era caduto.
Marla si prende una cotta per Phil e lo perseguita; dal canto suo, Phil è troppo gentile per dirle di lasciarlo in pace.
Keely suggerisce a Phil di usare una poesia: Marla la prende male e gli rovescia addosso un frullato.
Lloyd vuole che Pim trovi un hobby per non stare tutto il giorno davanti alla televisione.
Pim si iscrive all'orchestra della scuola, diretta da Bradley Benjamin Farmer, che la relega in fondo a suonare il gong.
Quando scopre che la cantante è Debbie, Pim rapisce Bradley e si sostituisce a lui per boicottare la sua esibizione.
- Guest star: Kay Panabaker (Debbie Berwick), Brenda Song (Tia), Sarah Godshaw (Marla), Rory Thost (Bradley Benjamin Farmer), Evan Peters (Seth Wosmer)
- Altri interpreti: Ted Davis (signor Ginsberg), John O'Brien (investigatore)

## Ripetizioni dal futuro
- Titolo originale: Future Tutor
- Diretto da: Neal Israel
- Scritto da: Tim O'Donnell

### Trama
La famiglia Diffy resta bloccata nel nostro secolo perché la macchina del tempo si è guastata: i figli Phil e Pim sono costretti ad andare a scuola come tutti i ragazzi della loro età.
Phil fatica ad ambientarsi perché è il ragazzo nuovo, fino a quando Keely Teslow gli chiede di dargli ripetizioni in algebra perché ha visto a lezione che lui è molto bravo in quella materia.
Pim è in competizione con Debbie Berwick per diventare guardiagesso della classe.
- Guest star: Brenda Song (Tia), Kay Panabaker (Debbie Berwick), J. P. Manoux (vicepreside Hackett), Stacy Francis (professoressa Hanks), Evan Peters (Seth)
- Altri interpreti: Monica Louwerens (insegnante del futuro), Ben Di Gregorio (Gunter)

## Ginnasta per amore
- Titolo originale: Future Jock
- Diretto da: David Kendall
- Scritto da: Adam Lapidus e Steve Luchsinger

### Trama
Phil è geloso di Troy, un ginnasta che ha l'ammirazione di tutti gli studenti, compresa Keely, perché vince molte gare.
Phil usa un gadget futuristico per entrare nella squadra di atletica della scuola, infrangendo le regole di suo padre che aveva proibito di usare le invenzioni del loro secolo.
Pim, scoperto che Phil ha disobbedito, gli mette i bastoni tra le ruote per dimostrare alla famiglia che non è il figlio perfetto che vuole far credere.
- Guest star: Eric Allan Kramer (allenatore Buchinsky), J. P. Manoux (vicepreside Hackett), Cody Kasch (Troy), Sonya Eddy (professoressa Donaldson)
- Altri interpreti: Dan Benson (Sterling)

## Pomodoro con...dito
- Titolo originale: You Say Toe-Mato
- Diretto da: Tim O'Donnel
- Scritto da: Douglas Tuber e Tim Maile

### Trama
La scuola organizza una visita al ranch di Pickford, dove i ragazzi schiacceranno i pomodori a piedi nudi.
Phil non vuole andarci perché nel futuro le persone hanno quattro dita dei piedi e i suoi genitori gli consigliano di aggiungere un finto mignolo.
Alla visita il dito si stacca e Phil è costretto a dire a Keely la verità sulla sua famiglia.
Pim e Debbie sentono una telefonata di Hackett che dice di non potersi permettere un'operazione importante per la sua vita.
Le due ragazze, credendo sia malato, organizzano una colletta per racimolare i soldi, senza sapere che l'intervento di cui Hackett parlava era mettersi un parrucchino.
- Guest star: J. P. Manoux (vicepreside Hackett), Kay Panabaker (Debbie Berwick)
- Altri interpreti: Guss Hoffman (Jorge)

## Attenti al cane
- Titolo originale: Doggie Daycare'
- Diretto da: Richard Correll
- Scritto da: Dan Fybel e Rich Rinaldi

### Trama
Per andare al concerto del "Festapalooza", Phil e Keely lavorano come dog-sitter.
In particolare, fanno amicizia con Maxmillian, un cane feroce che in realtà si sente molto solo.

## Ciak, si gira
- Titolo originale: We'll Fix It in Editing
- Diretto da: Brian K. Roberts
- Scritto da: Douglas Tuber e Tim Maile

### Trama
Phil deve girare un video per il notiziario scolastico, ma il suo comportamento da perfezionista rompiscatole gli fa perdere l'amicizia con Keely, Seth e Tia.

## Halloween
- Titolo originale: Halloween
- Diretto da: Fred Savage
- Scritto da: Michael Caine e Jason Cox

### Trama
Una cattiva Debbie Berwick terrorizza Pickford in occasione di Halloween.
Llyod informa Phil del fatto che Debbie è un cyborg cattivo proveniente dal futuro.

## Là fuori c'è qualcuno anche per te
- Titolo originale: Age Before Beauty
- Diretto da: Tim O'Donnell
- Scritto da: Tom Burkhard e Matt Dearborn

### Trama
Il Sig. Hackett è stato lasciato dalla fidanzata e Keely, usando il "Cambia età" di Phil, si trasforma in una trentenne per uscire con lui.

## Neander-Phil
- Titolo originale: Neander-Phil
- Diretto da: Matt Dearborn
- Scritto da: Tom Burkhard e Matt Dearborn

### Trama
Andy, un coetaneo di Phil, arriva dal futuro e propone alla famiglia Diffy un passaggio per tornare a casa.
Phil però non va molto d'accordo con Andy, un ragazzo bullo che combina molti guai, ma deve mettere da parte il suo astio per il bene della famiglia.

## Doppio guaio
- Titolo originale: Double Trouble
- Diretto da: Joanna Kerns
- Scritto da: Tom Burkhard e Matt Dearborn

### Trama
Phil aiuta Pim con una bulla, ma non ha fatto i conti con suo fratello.

## Il motore a latte
- Titolo originale: Milkin' It
- Diretto da: Savage Steve Holland
- Scritto da: Rachelle Romberg

### Trama
La classe di Phil partecipa ad un concorso scientifico in cui coppie di studenti preparano un progetto: il migliore vince.
Per battere quello spocchioso di Roger che è in coppia con Tia, Phil e Keely costruiscono una budiniera a comando vocale alimentata da un motore al latte.
Quando Phil glielo dice, Lloyd si allarma perché il motore al latte non è stato ancora inventato e, se la macchina verrà presentata, il loro segreto sarà scoperto.
Per evitare di andarsene, Phil e Keely si intrufolano nella scuola per manomettere la macchina.
Pim indossa degli occhiali futuristici sui quali ci sono i film del futuro per poter superare la prova di scrittura creativa.
La signora Winston resta talmente colpita da Pim che vuole farla gareggiare in una sfida con l'altra classe, ma Pim fa cadere gli occhiali che si rompono.
- Guest star: Brenda Song (Tia), Steve White (signor Smythe), Marshall Allman (Roger), E.J. Callahan (Cobb), J. P. Manoux (Curtis), Suzanne Krull (signorina Winston)
- Altri interpreti: Charlie Westerman (Lana)

## Buca d'angolo
- Titolo originale: Corner Pocket
- Diretto da: Savage Steve Holland
- Scritto da: Tom Burkhard e Matt DearBorn

### Trama
Keely spera di poter continuare la tradizione di famiglia diventando cheerleader, ma non riesce a superare il provino di ammissione.
Keely non ha il coraggio di dire a sua madre, che ci tiene tanto, che non è stata presa.
Phil organizza con Tia una messinscena per far credere alla madre di Keely che la figlia è entrata in squadra andando a tifare alla gara di biliardo di Seth.
Pim non riesce a credere che a Debbie piaccia tutto, ma spiandola scopre che odia l'uvetta.
- Guest star: Yeardley Smith (Mandy Teslow), Kay Panabaker (Debbie Berwick), J. P. Manoux (vicepreside Hackett), Evan Peters (Seth), Brenda Song (Tia)

## Una scelta difficile
- Titolo originale: Team Diffy
- Diretto da: Tim O'Donnell
- Scritto da: James Kramer

### Trama
A causa di un malfunzionamento del magicoso, Phil e Curtis si scambiano i corpi.
La stessa sera Phil aveva un appuntamento alla cena di gala del padre di Stephanie, una ragazza appena conosciuta a scuola.